# Аматуні Петроній Гай
Петроній Гай Аматуні (рос. Петро́ний Гай Аматуни́, вірм. Պետրոնի Գայ Ամատունի; 29 червня (12 липня) 1916, Великокняжеська, Область Війська Донського — пом. 29 квітня 1982, Ростов-на-Дону) — російський радянський письменник-фантаст, дитячий письменник та льотчик вірменського походження.

## Біографія
Петроній Гай Аматуні народився у 1916 році в станиці Великокняжеська Області Війська Донського в сім'ї нащадка вірменського княжого роду Аматуні та донської козачки. Дитинство майбутній письменник провів у Єревані, куди направили на роботу його батька — державного службовця. Далі, вже в юнацькому віці, Петроній Аматуні жив у Москві. У радянській столиці вже з юнацьких років Аматуні захоплюється авіацією та планеризмом, та вже з 16 років був інструктором з авіамоделізму. Далі Петроній Аматуні закінчив льотне училище, працював льотчиком-інструктором. У 30-х роках ХХ століття Аматуні був членом московського гуртка «Атон» (за іменем давньоєгипетського бога), яким керував радянський авіаконструктор італійського походження Роберто Орос ді Бартіні, до якого входили чимало відомих письменників, кінорежисерів, художників та вчених.
Після початку радянсько-німецької війни Петроній Аматуні спочатку служив у кавалерійській частині. Проте в боях під Ростовом-на-Дону він отримав серйозне поранення, після чого його направили в авіаційне училище, яке він закінчив у 1944 році. Після закінчення училища Аматуні працював у ньому пілотом-інструктором. Після закінчення війни Петроній Аматуні демобілізувався з армії, та перебрався до П'ятигорська, де деякий час працював журналістом, а пізніше пілотом-інструктором у ДТСААФ. У цей час він багато подорожував, побував у більш ніж 10 країнах світу на різних континентах. У 1953 році він закінчив курси других пілотів, і розпочав працювати в Ростовському авіазагоні «Аерофлоту», тривалий час командиром корабля, а в останні роки роботи в авіації другим пілотом на «Іл-14». У 1958 році Петроній Аматуні став членом Спілки письменників СРСР, а пізніше став на громадських засадах секретарем правління Ростовської обласної письменницької організації. У 1968 році він покинув роботу в «Аерофлоті», та повністю перейшов до літературної діяльності. Тривалий час Аматуні був уповноваженим Літературного фонду СРСР по Ростовській області. На цій посаді завдяки своїм зв'язкам він добився значного покращення матеріального становища обласної письменницької організації, зокрема добився виділення для неї великого будинку в центрі Ростова-на-Дону.
Петроній Гай Аматуні раптово помер 29 квітня 1982 року від розриву аневризми аорти. Похований письменник і авіатор в Ростові-на-Дону.

## Літературна творчість
Петроній Гай Аматуні розпочав літературну творчість у 1944 році, і перше його оповідання було присвячене авіації, та опубліковане в газеті «Сталинский сокол». Початково усі його твори були повністю присвячені авіаційній темі, у тому числі його перша казково-фантастична повість «Маленький льотчик Піро», в якому описується кохання маленького хлопчика до казкової дівчинки на фоні німецько-радянської війни. У післявоєнний час Аматуні написав низку науково-популярних та художніх книжок, присвячених авіації. Проте найвідомішим твором письменника є фантастична трилогія «Гаяна», у який розповідається про приліт на Землю та висадку на віддаленому тихоокеанському острові представників розвинутої іншопланетної цивілізації та боротьбу за оволодіння технічними досягненнями іншопланетян між представниками двох антагоністичних блоків землян. Свої фантастичні твори, більшість з яких адресовані для дитячої аудиторії, Петроній Аматуні переважно писав у стилі казкової фантастики. Серед казково-фантастичних творів письменника найвідомішою є повість «Чао — переможець чарівників». Петроній Аматуні також написав історико-фантастичний роман «Якщо б заговорив Сфінкс», присвячений історії Стародавнього Єгипту. окрім літературної творчості, Аматуні також прилучився до творення фандому в Ростові-на-Дону, був засновником клубу шанувальників фантастики в цьому місті.

## Переклади
Твори Петронія Аматуні перекладені кількома мовами, зокрема вірменською, киргизькою та чеською мовами.

## Особисте життя
Петроній Гай Аматуні був двічі одружений, мав двох синів та одну дочку. а також кілька внуків. Молодшу внучку письменника, яка народилась після його смерті, назвали Гаяною на честь найвідомішої книги письменника.

## Нагороди та вшанування пам'яті
Під час німецько-радянської війни Петроній Гай Аматуні нагороджений кількома медалями. На будинку в Ростові-на-Дону, де тривалий час проживав письменник, встановлена пам'ятна дошка на його честь. У місті Пролетарськ, де народився письменник, на його честь названа дитяча бібліотека. У Ростові-на-Дону іменем Аматуні названа одна з дитячих бібліотек. Тривалий час у будівлі аеровокзалу в Ростові-на-Дону розміщувався музей Петронія Гая Аматуні.

### Романи
- Трилогія «Гаяна»:
  - 1957 — Тайна Пито-Као
  - 1962 — Тиунэла
  - 1966 — «Парадокс Глебова»
- 1970 — Если б заговорил сфинкс…

### Повісті
- 1947 — Маленький летчик Пиро
- 1961 — Разведчики недр
- 1964 — Чао — победитель волшебников
- 1977 — Требуется король
- 1979 — Космическая «Горошина»
- 1979 — Почти невероятные приключения в Артеке

### Документальні твори
- 1971 — Небо людей
- 1976 — Крепкий орешек: О тех, кто в небе

### Науково-популярні книги
- 1954 — 4 000 000 километров
- 1954 — На борту воздушного корабля
- 1955 — На крыльях
- 1973 — Путешествие в Аэроград
- 1973 — День Аэрофлота
- 1976 — Крепкий орешек
- 1981 — Небо людей